# 세인트헬렌스 (머지사이드주)

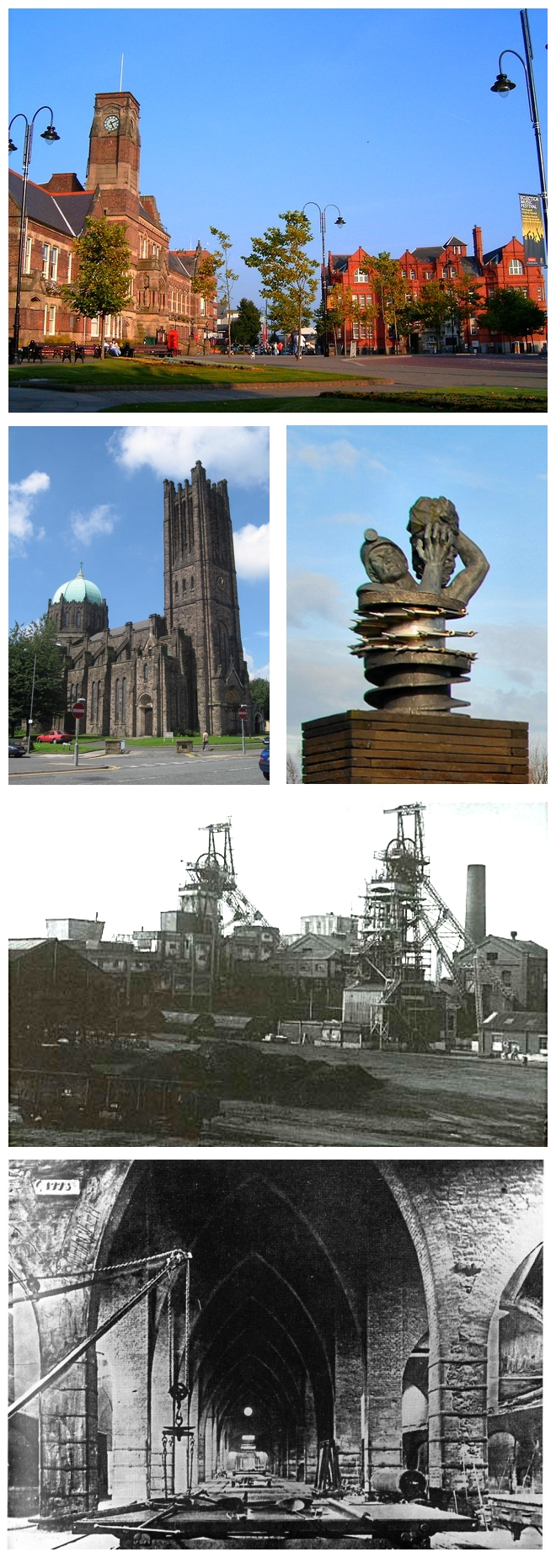
세인트헬렌스

세인트헬렌스(영어: St Helens)는 잉글랜드 머지사이드주의 도시이다.